# 拉萨尔特-奥里亚
拉萨尔特-奥里亚（西班牙語：Lasarte-Oria）是西班牙巴斯克自治区吉普斯夸省的一个市镇。总面积6平方公里，总人口17195人（2001年），人口密度2866人/平方公里。